# Issos
Issos – starożytne miasto na wybrzeżu północnej Syrii, na pograniczu z Cylicją, nad zatoką İskenderun.
W pobliżu Issos, w listopadzie 333 r. p.n.e. armia Aleksandra Wielkiego odniosła druzgocące zwycięstwo nad wojskami króla perskiego Dariusza III Kodomanusa. 